# Maja Sjöström
Maria (Maja) Sjöström, född 13 mars 1868 i Raus församling, Malmöhus län, död 30 oktober 1961 i Hamburg, var en svensk textilkonstnär.

## Biografi
Maja Sjöström var dotter till kronolänsmannen Lars Sjöström (död 1894) och Amanda Kristina Landgren (död 1894). Hon växte upp i Bårslöv i en syskonskara med tre systrar och tre bröder. Hon utexaminerades från Tekniska skolan i Stockholm 1892 och anställdes följande år som konstnärlig medarbetare vid Handarbetets vänner i Stockholm. Hon företog studieresor till London och Paris 1896 och via Tyskland besökte hon Italien 1900. Hennes mest betydelsefulla uppgift var som föreståndare för den textila modellverkstaden vid Ragnar Östbergs stadshusbygge i Stockholm 1916–1923.
Hon flyttade till Rom 1924, där hon vid sidan av sitt mönsterskapande var verksam som inredningskonsult. Sjöström räknas till en av pionjärerna till den nyskapande svenska textilkonsten, samtidigt som hon skapade nya mönster lyckades hon anknyta de nya formerna till det äldre mönsterförrådet och hon var en av de första svenska textilkonstnärer som tog till sig jugendornamentiken i sitt textila mönsterskapande. Omkring 1900 arbetade hon med en rad mönster för haute lissevävnader och komponerade bland annat möbeltyger till Hallwylska palatset och Grand Hôtel i Stockholm. I samma teknik märks även bonaden Skogstjärn och ett antependium för Stockholms storkyrka. För Sofiakyrkan i Stockholm utförde hon en mässhake 1906 och ett broderat antependium för Skärkinds kyrka i Östergötland. För Handarbetets vänner var hon en av företagets främsta mönsterritare av broderikonst från sin anställning fram till 1920-talet. För Stockholms stadshus textila inredning utförde hon skisser och kartonger till möbeltyger, draperier, mattor och gardinuppsättningar för Rådssalen och Salen Tre kronor. Under sina år i Sverige medverkade hon i en rad av Handarbetets vänners utställningar och hon medverkade i Nordiska museets utställning Vävda tapeter 1902, Stockholmsutställningen 1909, Baltiska utställningen i Malmö 1914, Göteborgsutställningen 1923 och ett flertal konsthantverksutställningar. Röhsska konstslöjdmuseet visade 1953 en retrospektiv utställning med hennes mattor, draperier, kartonger och skisser. Sjöström finns representerad i Länsmuseet Gävleborgs samlingar med vävnadsprover i flamskteknik samt soffan som är klädd med det färdiga tyget, beställd under 1920-talet av Hedvig Ulfsparre vid Hofors herrgård och hon är representerad vid Nationalmuseum i Stockholm och Röhsska museet i Göteborg.  
Maja Sjöström drev tillsammans med sina tre äldre systrar konsthantverksbutiken Blå Boden på Råå mellan 1921 och 1939.

## Bildgalleri

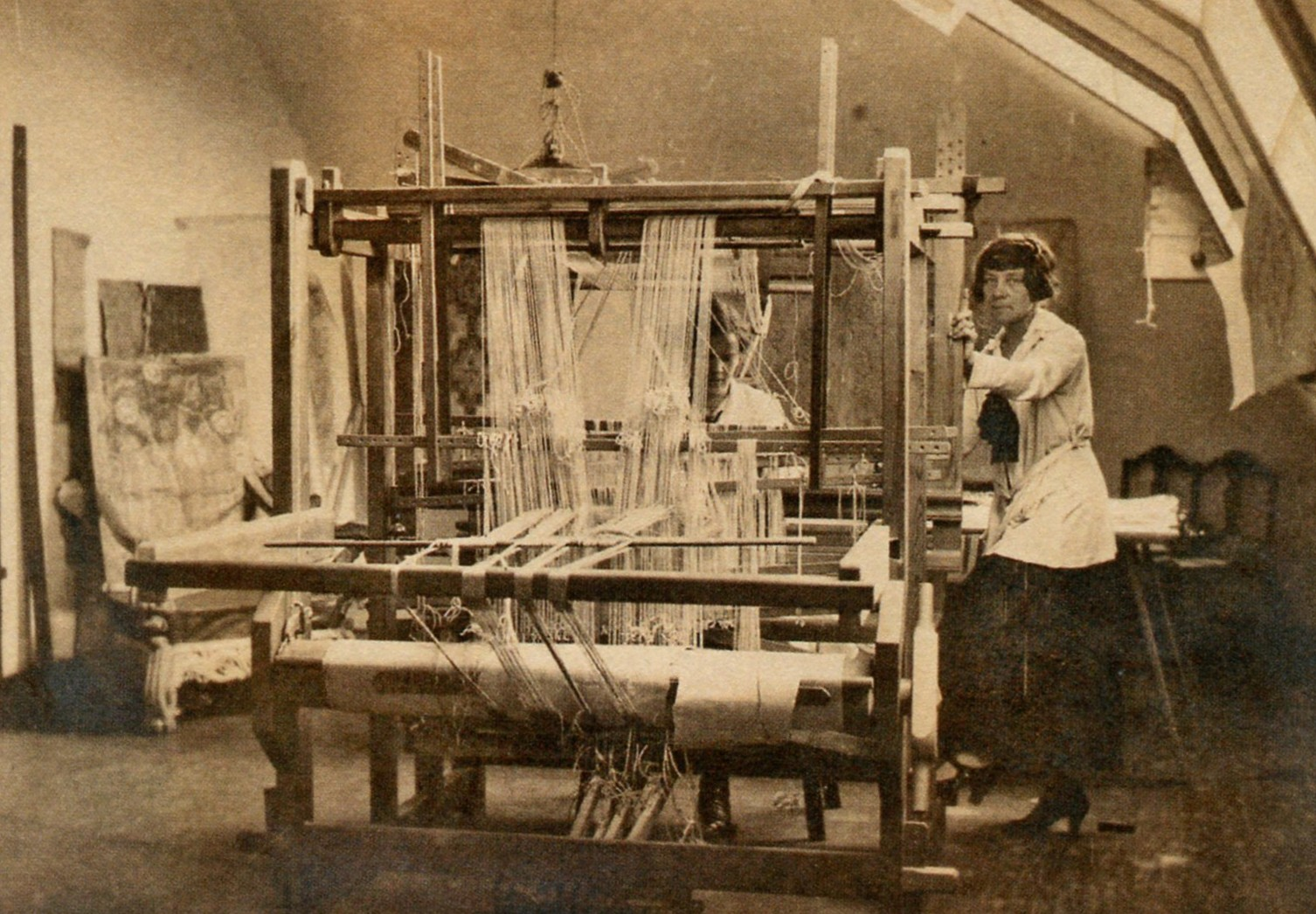
Maja Sjöström (stående) i textilateljén på Hantverkargatan 1922.
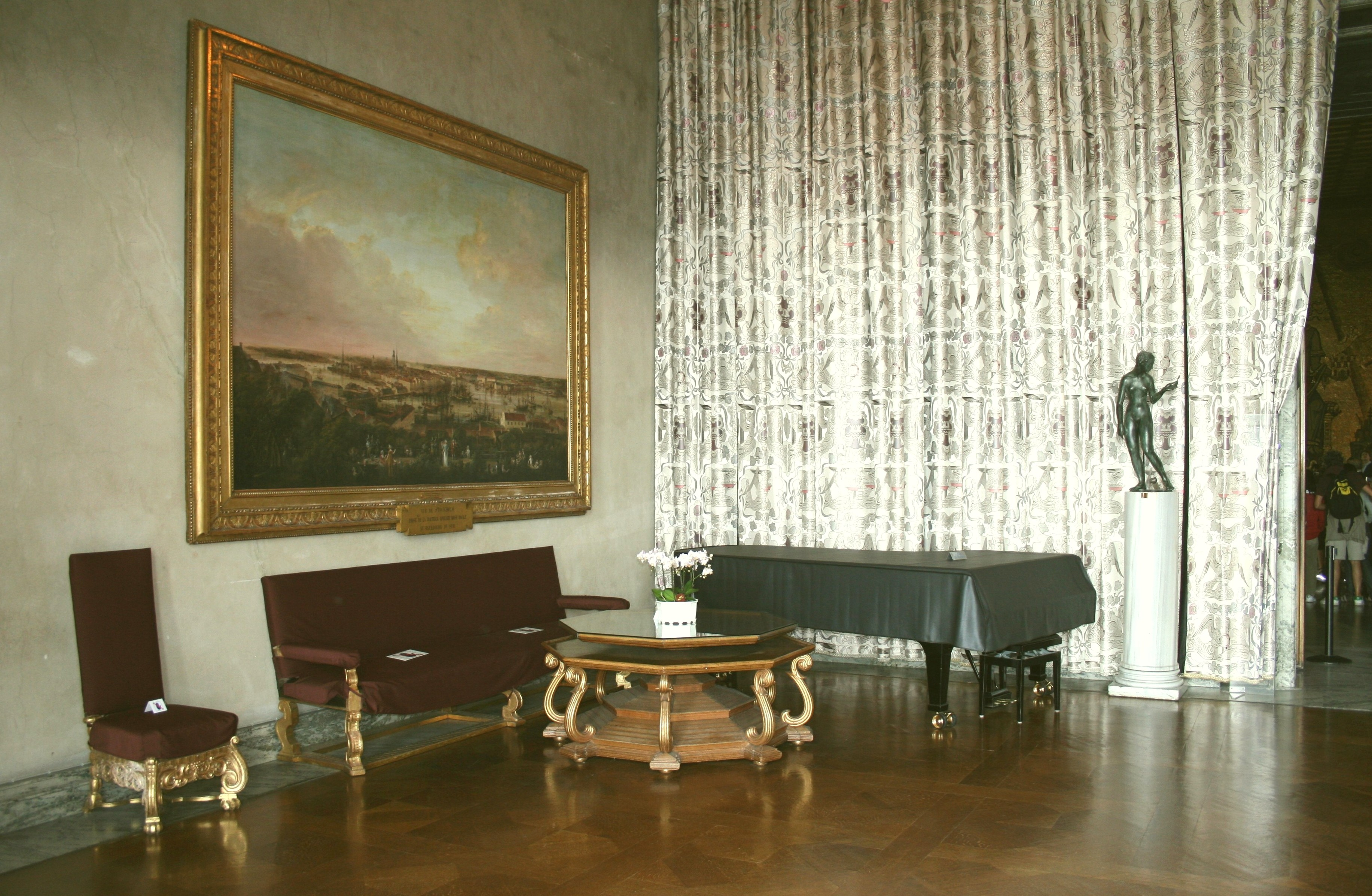
Salen Tre kronor på Stockholms stadshus med Maja Sjöströms sidendraperier.